# Sead Muratović
Sead Muratović (ur. 6 lutego 1979 w Novim Pazarze) – serbski piłkarz występujący na pozycji obrońcy. Grał w takich klubach jak: Mogren Budva, singapurski Tampines Rovers, malediwski Club Valencia oraz FK Novi Pazar. W meczu młodzieżowych reprezentacji U-18 w 1997 roku przeciwko Anglii został uderzony przez Michaela Owena, za co ten otrzymał pierwszą w swojej karierze czerwoną kartkę.